# University Heights, Iowa
University Heights là một thành phố thuộc quận Johnson, tiểu bang Iowa, Hoa Kỳ. Năm 2010, dân số của thành phố này là 1051 người.

## Dân số
Dân số qua các năm:
- Năm 2000: 987 người.
- Năm 2010: 1051 người.